# 汐見町 (台南市)
汐見町（しおみちょう）は、日本統治時代の台湾における台南州台南市の地名。海を眺望できることから、この名が付けられた。
この地名が登場したの1937年であり、台南市が都市として拡張発展していくと、地方政府は町名改正により新町名の一つとして制定することを計画した。その他に新設が計画された町名としては、伏見町、水道町、白川町、若竹町、乃木町、青葉町、昭和町などがある。汐見町は市の南縁の大字桶盤浅から、おおよそ現在の金華路、体育路と、その間の健康路以南の区域が該当した。中心的な集落は、現在の水交社の公園地域にあった。
しかしながら日本の敗戦により、この行政区画が正式に施行されることはなく、一般的な呼称としてのみ使用された。

## 町内施設
- 汐見公学校（現在の忠義国小。建物は大成国中が使用）
- 汐見町郵便局（水交社郵局、後に移転）
- 陸上競技場（現在の台南市立体育場）
- 競馬場
- 塩埕無線電信局
- 汐見丘（桜丘砂丘）